# 黑田八虎
黑田八虎是日本戰國時代大名黑田孝高在24名精鋭家臣黑田二十四騎中，包含血緣關係的親族外選出早期跟隨立下各種殊功的優秀重臣以作彰顯的稱呼。

## 八虎
- 井上之房
- 栗山利安
- 黑田一成
- 黑田利高
- 黑田利則
- 黑田直之
- 後藤基次
- 母里友信